# Ligue des champions de l'AFC 2010
Navigation
Édition précédente Édition suivante
La Ligue des champions de l'AFC 2010 est la 29e édition de la prestigieuse compétition inter-clubs asiatique. Elle oppose les meilleurs clubs d'Asie qui se sont illustrés dans leurs championnats respectifs la saison précédente. Le vainqueur de cette compétition participe à la Coupe du monde des clubs 2010.
C'est le club sud-coréen de Seongnam Ilhwa Chunma qui remporte la compétition après avoir battu la formation iranienne de Zob Ahan FC en finale. Si Zob Ahan fait sa première apparition à ce niveau, c'est en revanche la quatrième finale continentale pour le club de Seongnam. L'attaquant brésilien de Suwon Samsung Bluewings Football Club, José Motta, est sacré meilleur buteur de la compétition avec neuf réalisations alors que le défenseur central australien de Seongnam Ilhwa Chunma Saša Ognenovski remporte le trophée de meilleur joueur.

## Participants
Un total de 32 équipes provenant de 14 associations membres de l'AFC participeront à la Ligue des champions 2010.
| Phase de groupes              | Phase de groupes              | Phase de groupes              | Phase de groupes              | Phase de groupes            | Phase de groupes            | Phase de groupes            | Phase de groupes            |
| Asie de l'ouest (Groupes A-D) | Asie de l'ouest (Groupes A-D) | Asie de l'ouest (Groupes A-D) | Asie de l'ouest (Groupes A-D) | Asie de l'est (Groupes E-H) | Asie de l'est (Groupes E-H) | Asie de l'est (Groupes E-H) | Asie de l'est (Groupes E-H) |
| ----------------------------- | ----------------------------- | ----------------------------- | ----------------------------- | --------------------------- | --------------------------- | --------------------------- | --------------------------- |
| (1er)                         | Esteghlal                     | (C)                           | Zob Ahan                      | (1er)                       | Kashima Antlers             | (C)                         | Gamba Ōsaka                 |
| (3e)                          | Mes Kerman                    | (4e)                          | Sepahan Ispahan               | (2e)                        | Kawasaki Frontale           | (4e)                        | Sanfrecce Hiroshima         |
| (1er)                         | Al Ittihad                    | (C)                           | Al Shabab                     | (1er)                       | Beijing Guoan               | (2e)                        | Changchun Yatai             |
| (2e)                          | Al Hilal                      | (3e)                          | Al Ahly                       | (3e)                        | Henan Siwu                  | (4e)                        | Shandong Luneng Taishan     |
| (1er)                         | Al Ahly                       | (C)                           | Al Ain                        | (1er)                       | Melbourne Victory           | (2e)                        | Adelaide United             |
| (2e)                          | Al Jazira                     | (1er)                         | Bunyodkor                     | (1er)                       | Chonbuk Hyundai Motors      | (C)                         | Suwon Samsung               |
| (C)                           | Pakhtakor Tachkent            | (1er)                         | Al Gharrafa Doha              | (2e)                        | Seongnam Ilhwa Chunma       | (3e)                        | Pohang Steelers             |
| (2e)                          | Al Sadd Doha                  |                               |                               | (1er)                       | Persipura                   |                             |                             |
| Tour de barrages              |                               |                               |                               |                             |                             |                             |                             |
| Asie de l'ouest               | Asie de l'ouest               | Asie de l'ouest               | Asie de l'ouest               | Asie de l'est               | Asie de l'est               | Asie de l'est               | Asie de l'est               |
| (4e)                          | Al-Wahda                      | (1er)                         | Churchill Brothers SC         | (1er)                       | Muangthong United           | (1er)                       | Đà Nẵng Club                |
| (AFC)                         | Al Kuwait Kaifan              | (AFC)                         | Al-Karamah SC                 | (C)                         | Sriwijaya                   | (1er)                       | Armed Forces                |

## Calendrier
| Tour                    | Nom                                             | Tirage au sort  | Date aller                                      | Date retour                                     | Équipes participantes | Équipes restantes |
| Barrages (2010)         | Barrages (2010)                                 | Barrages (2010) | Barrages (2010)                                 | Barrages (2010)                                 | Barrages (2010)       | Barrages (2010)   |
| ----------------------- | ----------------------------------------------- | --------------- | ----------------------------------------------- | ----------------------------------------------- | --------------------- | ----------------- |
| 1                       | Demi-finales                                    | 7 décembre 2009 | 30 janvier 31 janvier                           | 30 janvier 31 janvier                           | 8                     | 36 à 34           |
| 2                       | Finales                                         | 7 décembre 2009 | 6 février                                       | 6 février                                       | 4                     | 34 à 32           |
| Phase de groupes (2010) |                                                 |                 |                                                 |                                                 |                       |                   |
| 1-6                     | Journées 1 et 5 Journées 2 et 6 Journées 3 et 4 | 7 décembre 2009 | 23-24 février 9-10 mars 23-24 mars              | 13-14 avril 27-28 avril 30-31 mars              | 32                    | 32 à 16           |
| Phase finale (2010)     |                                                 |                 |                                                 |                                                 |                       |                   |
| 1                       | Huitièmes de finale                             | 7 décembre 2009 | 11 mai (Asie de l'est) 12 mai (Asie de l'ouest) | 11 mai (Asie de l'est) 12 mai (Asie de l'ouest) | 16                    | 16 à 8            |
| 2                       | Quarts de finale                                | 25 mai          | 15 septembre                                    | 22 septembre                                    | 8                     | 8 à 4             |
| 3                       | Demi-finales                                    | 25 mai          | 6 octobre                                       | 20 octobre                                      | 4                     | 4 à 2             |
| 4                       | Finale                                          | 25 mai          | 13 novembre                                     | 13 novembre                                     | 2                     | 2 à 1             |

## Tour de barrages
|  | Demi-finales       | Demi-finales       |          |   | Finale | Finale |
|  |                    |                    |          |   |        |        |
|  |                    |                    |          |   |        |        |
|  |                    |                    |          |   |        |        |
|  | Al-Karamah SC      | 0                  |          |   |        |        |
|  | Al-Karamah SC      | 0                  |          |   |        |        |
|  | Al-Wahda           | 1                  |          |   |        |        |
|  | Al-Wahda           | 1                  | Al-Wahda | 5 |        |        |
|  |                    |                    | Al-Wahda | 5 |        |        |
|  |                    | Churchill Brothers | 2        |   |        |        |
|  | Al Kuwait Kaifan   | Churchill Brothers | 2        | 0 |        |        |
|  | Al Kuwait Kaifan   |                    |          | 0 |        |        |
|  | Churchill Brothers | 0                  |          |   |        |        |
|  | Churchill Brothers | 0                  |          |   |        |        |

|  | Demi-finales      | Demi-finales      |              |       | Finale | Finale |
|  |                   |                   |              |       |        |        |
|  |                   |                   |              |       |        |        |
|  |                   |                   |              |       |        |        |
|  | Armed Forces      | 3                 |              |       |        |        |
|  | Armed Forces      | 3                 |              |       |        |        |
|  | Sriwijaya         | 1                 |              |       |        |        |
|  | Sriwijaya         | 1                 | Armed Forces | 0 (4) |        |        |
|  |                   |                   | Armed Forces | 0 (4) |        |        |
|  |                   | Muangthong United | 0 (3)        |       |        |        |
|  | Đà Nẵng           | Muangthong United | 0 (3)        | 0     |        |        |
|  | Đà Nẵng           |                   |              | 0     |        |        |
|  | Muangthong United | 3                 |              |       |        |        |
|  | Muangthong United | 3                 |              |       |        |        |

- Al Kuwait Kaifan a été initialement autorisé à concourir pour la qualification pour la phase de poules, mais le club ne peut plus satisfaire les critères requis par l'AFC. Churchill Brothers se qualifie automatiquement pour la finale de barrages ouest. Les six clubs non qualifiés pour la phase de groupes sont reversés en Coupe de l'AFC 2010.

- Qualifié pour la phase de groupes

## Phase de groupes

### Groupe A
| Rang | Équipe           | Pts | J | G | N | P | Bp | Bc | Diff |  | Résultats (▼ dom., ► ext.) |     |     |     |     |
| ---- | ---------------- | --- | - | - | - | - | -- | -- | ---- |  | -------------------------- | --- | --- | --- | --- |
| 1    | Al Gharrafa Doha | 13  | 6 | 4 | 1 | 1 | 11 | 9  | +2   |  | Al Gharrafa Doha           |     | 1-1 | 3-2 | 4-2 |
| 2    | Esteghlal        | 11  | 6 | 3 | 2 | 1 | 9  | 5  | +4   |  | Esteghlal                  | 3-0 |     | 2-1 | 0-0 |
| 3    | Al Ahly          | 6   | 6 | 2 | 0 | 4 | 11 | 9  | +2   |  | Al Ahly                    | 0-1 | 1-2 |     | 5-1 |
| 4    | Al Jazira        | 4   | 6 | 1 | 1 | 4 | 6  | 14 | -8   |  | Al Jazira                  | 1-2 | 2-1 | 0-2 |     |

### Groupe B
| Rang | Équipe     | Pts | J | G | N | P | Bp | Bc | Diff |  | Résultats (▼ dom., ► ext.) |     |     |     |     |
| ---- | ---------- | --- | - | - | - | - | -- | -- | ---- |  | -------------------------- | --- | --- | --- | --- |
| 1    | Zob Ahan   | 13  | 6 | 4 | 1 | 1 | 8  | 3  | +5   |  | Zob Ahan                   |     | 3-0 | 1-0 | 1-0 |
| 2    | Bunyodkor  | 10  | 6 | 3 | 1 | 2 | 10 | 7  | +3   |  | Bunyodkor                  | 0-1 |     | 3-0 | 4-1 |
| 3    | Al Ittihad | 8   | 6 | 2 | 2 | 2 | 9  | 7  | +2   |  | Al Ittihad                 | 2-2 | 1-1 |     | 4-0 |
| 4    | Al-Wahda   | 3   | 6 | 1 | 0 | 5 | 3  | 13 | -10  |  | Al-Wahda                   | 1-0 | 1-2 | 0-2 |     |

### Groupe C
| Rang | Équipe             | Pts | J | G | N | P | Bp | Bc | Diff |  | Résultats (▼ dom., ► ext.) |     |     |     |     |
| ---- | ------------------ | --- | - | - | - | - | -- | -- | ---- |  | -------------------------- | --- | --- | --- | --- |
| 1    | Al Shabab          | 10  | 6 | 3 | 1 | 2 | 9  | 7  | +2   |  | Al Shabab                  |     | 2-1 | 1-1 | 3-2 |
| 2    | Pakhtakor Tachkent | 9   | 6 | 3 | 0 | 3 | 8  | 10 | -2   |  | Pakhtakor Tachkent         | 1-3 |     | 2-1 | 3-2 |
| 3    | Sepahan Ispahan    | 8   | 6 | 2 | 2 | 2 | 4  | 5  | -1   |  | Sepahan Ispahan            | 1-0 | 2-0 |     | 0-0 |
| 4    | Al Ain             | 7   | 6 | 2 | 1 | 3 | 8  | 7  | +1   |  | Al Ain                     | 2-0 | 0-1 | 2-0 |     |

### Groupe D
| Rang | Équipe       | Pts | J | G | N | P | Bp | Bc | Diff |  | Résultats (▼ dom., ► ext.) |     |     |     |     |
| ---- | ------------ | --- | - | - | - | - | -- | -- | ---- |  | -------------------------- | --- | --- | --- | --- |
| 1    | Al Hilal     | 11  | 6 | 3 | 2 | 1 | 11 | 7  | +4   |  | Al Hilal                   |     | 3-1 | 0-0 | 1-1 |
| 2    | Mes Kerman   | 9   | 6 | 3 | 0 | 3 | 12 | 11 | +1   |  | Mes Kerman                 | 3-1 |     | 3-1 | 4-2 |
| 3    | Al Sadd Doha | 8   | 6 | 2 | 2 | 2 | 12 | 9  | +3   |  | Al Sadd Doha               | 0-3 | 4-1 |     | 2-2 |
| 4    | Al Ahly      | 5   | 6 | 1 | 2 | 3 | 7  | 15 | -8   |  | Al Ahly                    | 2-3 | 2-1 | 0-5 |     |

### Groupe E
| Rang | Équipe                | Pts | J | G | N | P | Bp | Bc | Diff |  | Résultats (▼ dom., ► ext.) |     |     |     |     |
| ---- | --------------------- | --- | - | - | - | - | -- | -- | ---- |  | -------------------------- | --- | --- | --- | --- |
| 1    | Seongnam Ilhwa Chunma | 15  | 6 | 5 | 0 | 1 | 11 | 6  | +5   |  | Seongnam Ilhwa Chunma      |     | 3-1 | 2-0 | 3-2 |
| 2    | Beijing Guoan         | 10  | 6 | 3 | 1 | 2 | 7  | 5  | +2   |  | Beijing Guoan              | 0-1 |     | 2-0 | 1-0 |
| 3    | Kawasaki Frontale     | 6   | 6 | 2 | 0 | 4 | 8  | 8  | 0    |  | Kawasaki Frontale          | 3-0 | 1-3 |     | 4-0 |
| 4    | Melbourne Victory     | 4   | 6 | 1 | 1 | 4 | 3  | 10 | -7   |  | Melbourne Victory          | 0-2 | 0-0 | 1-0 |     |

### Groupe F
| Rang | Équipe                 | Pts | J | G | N | P | Bp | Bc | Diff |  | Résultats (▼ dom., ► ext.) |     |     |     |     |
| ---- | ---------------------- | --- | - | - | - | - | -- | -- | ---- |  | -------------------------- | --- | --- | --- | --- |
| 1    | Kashima Antlers        | 18  | 6 | 6 | 0 | 0 | 14 | 3  | +11  |  | Kashima Antlers            |     | 2-1 | 1-0 | 5-0 |
| 2    | Chonbuk Hyundai Motors | 12  | 6 | 4 | 0 | 2 | 17 | 6  | +11  |  | Chonbuk Hyundai Motors     | 1-2 |     | 1-0 | 8-0 |
| 3    | Changchun Yatai        | 3   | 6 | 1 | 0 | 5 | 10 | 7  | +3   |  | Changchun Yatai            | 0-1 | 1-2 |     | 9-0 |
| 4    | Persipura              | 3   | 6 | 1 | 0 | 5 | 4  | 29 | -25  |  | Persipura                  | 1-3 | 1-4 | 2-0 |     |

### Groupe G
| Rang | Équipe             | Pts | J | G | N | P | Bp | Bc | Diff |  | Résultats (▼ dom., ► ext.) |     |     |     |     |
| ---- | ------------------ | --- | - | - | - | - | -- | -- | ---- |  | -------------------------- | --- | --- | --- | --- |
| 1    | Suwon Samsung      | 13  | 6 | 4 | 1 | 1 | 13 | 4  | +9   |  | Suwon Samsung              |     | 0-0 | 6-2 | 2-0 |
| 2    | Gamba Ōsaka        | 12  | 6 | 3 | 3 | 0 | 11 | 5  | +6   |  | Gamba Ōsaka                | 2-1 |     | 3-0 | 1-1 |
| 3    | Armed Forces       | 4   | 6 | 1 | 1 | 4 | 6  | 16 | -10  |  | Armed Forces               | 0-2 | 2-4 |     | 2-1 |
| 4    | Henan Construction | 3   | 6 | 0 | 3 | 3 | 3  | 8  | -5   |  | Henan Construction         | 0-2 | 1-1 | 0-0 |     |

### Groupe H
| Rang | Équipe              | Pts | J | G | N | P | Bp | Bc | Diff |  | Résultats (▼ dom., ► ext.) |     |     |     |     |
| ---- | ------------------- | --- | - | - | - | - | -- | -- | ---- |  | -------------------------- | --- | --- | --- | --- |
| 1    | Adelaide United     | 10  | 6 | 3 | 1 | 2 | 6  | 4  | +2   |  | Adelaide United            |     | 1-0 | 3-2 | 0-1 |
| 2    | Pohang Steelers     | 10  | 6 | 3 | 1 | 2 | 8  | 7  | +1   |  | Pohang Steelers            | 0-0 |     | 2-1 | 1-0 |
| 3    | Sanfrecce Hiroshima | 9   | 6 | 3 | 0 | 3 | 11 | 11 | 0    |  | Sanfrecce Hiroshima        | 1-0 | 4-3 |     | 0-1 |
| 4    | Shandong Luneng     | 6   | 6 | 2 | 0 | 4 | 5  | 8  | -3   |  | Shandong Luneng            | 0-2 | 1-2 | 2-3 |     |

## Phase finale

### Huitièmes de finale
| Équipe 1         | Résultat | Équipe 2           |
| ---------------- | -------- | ------------------ |
| Al Gharrafa Doha | 1 - 0    | Pakhtakor Tachkent |
| Al Shabab        | 3 - 2    | Esteghlal          |
| Zob Ahan         | 1 - 0    | Mes Kerman         |
| Al Hilal         | 3 - 0    | Bunyodkor          |

| Équipe 1              | Résultat | Équipe 2               |
| --------------------- | -------- | ---------------------- |
| Seongnam Ilhwa Chunma | 3 - 0    | Gamba Ōsaka            |
| Suwon Samsung         | 2 - 0    | Beijing Guoan          |
| Kashima Antlers       | 0 - 1    | Pohang Steelers        |
| Adelaide United       | 2 - 3ap  | Chonbuk Hyundai Motors |

### Tableau final
|  | Quarts de finale       | Quarts de finale       | Quarts de finale        | Quarts de finale        |                       |                       | Demi-finales | Demi-finales | Demi-finales | Demi-finales |  |  | Finale | Finale | Finale | Finale |
|  |                        |                        |                         |                         |                       |                       |              |              |              |              |  |  |        |        |        |        |
|  |                        |                        |                         |                         |                       |                       |              |              |              |              |  |  |        |        |        |        |
|  |                        |                        |                         |                         |                       |                       |              |              |              |              |  |  |        |        |        |        |
|  | Chonbuk Hyundai Motors | Chonbuk Hyundai Motors | 0                       | 1                       |                       |                       |              |              |              |              |  |  |        |        |        |        |
|  | Chonbuk Hyundai Motors | Chonbuk Hyundai Motors | 0                       | 1                       |                       |                       |              |              |              |              |  |  |        |        |        |        |
|  | Al Shabab              | Al Shabab              | 2                       | 0                       |                       |                       |              |              |              |              |  |  |        |        |        |        |
|  | Al Shabab              | Al Shabab              | 2                       | 0                       | Al Shabab             | Al Shabab             | 4            | 0            |              |              |  |  |        |        |        |        |
|  |                        |                        |                         |                         | Al Shabab             | Al Shabab             | 4            | 0            |              |              |  |  |        |        |        |        |
|  |                        |                        | Seongnam Ilhwa Chunma E | Seongnam Ilhwa Chunma E | 3                     | 1                     |              |              |              |              |  |  |        |        |        |        |
|  | Seongnam Ilhwa Chunma  | Seongnam Ilhwa Chunma  | Seongnam Ilhwa Chunma E | Seongnam Ilhwa Chunma E | 3                     | 1                     | 4            | 0            |              |              |  |  |        |        |        |        |
|  | Seongnam Ilhwa Chunma  | Seongnam Ilhwa Chunma  |                         |                         |                       |                       |              | 0            |              |              |  |  |        |        |        |        |
|  | Suwon Samsung          | Suwon Samsung          | 1                       | 2                       |                       |                       |              |              |              |              |  |  |        |        |        |        |
|  | Suwon Samsung          | Suwon Samsung          | 1                       | 2                       | Seongnam Ilhwa Chunma | Seongnam Ilhwa Chunma | 3            | 3            |              |              |  |  |        |        |        |        |
|  |                        |                        |                         |                         | Seongnam Ilhwa Chunma | Seongnam Ilhwa Chunma | 3            | 3            |              |              |  |  |        |        |        |        |
|  |                        |                        | Zob Ahan                | Zob Ahan                | 1                     | 1                     |              |              |              |              |  |  |        |        |        |        |
|  | Zob Ahan               | Zob Ahan               | Zob Ahan                | Zob Ahan                | 1                     | 1                     | 2            | 1            |              |              |  |  |        |        |        |        |
|  | Zob Ahan               | Zob Ahan               |                         |                         |                       |                       |              |              |              |              |  |  |        |        |        |        |
|  | Pohang Steelers        | Pohang Steelers        | 1                       | 1                       |                       |                       |              |              |              |              |  |  |        |        |        |        |
|  | Pohang Steelers        | Pohang Steelers        | 1                       | 1                       | Zob Ahan              | Zob Ahan              | 1            | 1            |              |              |  |  |        |        |        |        |
|  |                        |                        |                         |                         | Zob Ahan              | Zob Ahan              | 1            | 1            |              |              |  |  |        |        |        |        |
|  |                        |                        | Al Hilal                | Al Hilal                | 0                     | 0                     |              |              |              |              |  |  |        |        |        |        |
|  | Al Hilal ap            | Al Hilal ap            | Al Hilal                | Al Hilal                | 0                     | 0                     | 3            | 2            |              |              |  |  |        |        |        |        |
|  | Al Hilal ap            | Al Hilal ap            |                         |                         |                       |                       |              | 2            |              |              |  |  |        |        |        |        |
|  | Al Gharafa Doha        | Al Gharafa Doha        | 0                       | 4                       |                       |                       |              |              |              |              |  |  |        |        |        |        |
|  | Al Gharafa Doha        | Al Gharafa Doha        | 0                       | 4                       |                       |                       |              |              |              |              |  |  |        |        |        |        |
|  |                        |                        |                         |                         |                       |                       |              |              |              |              |  |  |        |        |        |        |

### Finale
| 13 novembre 2010 | Seongnam Ilhwa Chunma                                 | 3 - 1 | Zob Ahan       | Stade olympique national, Tokyo                   |                                                   |
| 19:00            | Ognenovski 29e · Cho Byung-kuk 53e · Kim Cheol-Ho 83e |       | 67e Khalatbari | Spectateurs : 27 308 Arbitrage : Yūichi Nishimura | Spectateurs : 27 308 Arbitrage : Yūichi Nishimura |

| Ligue des champions de l'AFC Vainqueur 2010 |
| ------------------------------------------- |
| Seongnam Ilhwa Chunma Second titre          |